# Больсони

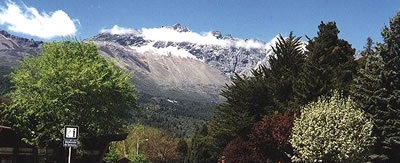
Больсонський схил гори і частина больсонської западини.

Больсони (від ісп. bolson; рос. больсони, англ. Bolsone) — западини в міжгірських пустелях Північної Америки.
Больсон - форма  поверхні суші: величезний басейн без відтоку в середині гірської зони під сухими, тектонічними або денудативно-тектонічними кліматичними умовами. Він наповнений алювієм (пил, суглинки, піски, гравій) від руйнування навколишніх болсонських гір. Через те, що в сухому кліматі відбувається дуже інтенсивна механічна вентиляція, біля підніжжя гір зберігаються великі обсяги матеріалу, які пізніше транспортуються періодично і осідають у гирлі їх долин у вигляді численних великих впускних конусів. Вони утворюють рівнину, злегка нахилену до центру больсону, що називається баяда. У центральній частині больсона зазвичай є так звана п'єя, наповнена непроникними відкладеннями, а всередині - солоне озеро або болото.